# Oscylator ekonomiczny

Logo spółki Art-B

Oscylator ekonomiczny – mechanizm ekonomiczny opracowany w 1989 roku i wykorzystany przez prezesów spółki Art-B: Bogusława Bagsika i Andrzeja Gąsiorowskiego do zwielokrotnienia kapitału, zwany później oscylacyjną akceleracją kapitału.

## Opis mechanizmu
Oscylator ekonomiczny polegał na lokowaniu pieniędzy w bankach, a następnie pobieraniu czeków „potwierdzonych” (tj. gwarantowanych przez bank) na ulokowane kwoty i – w dalszej kolejności – na realizowaniu tych czeków w innym banku, gdzie zakładana była kolejna lokata, pobierany kolejny czek gwarantowany itd. W warunkach panującej wówczas hiperinflacji i jednoczesnej niedrożności systemu przepływu informacji międzybankowej (była to wymiana informacji off-line, a dokumenty przesyłane były zazwyczaj pocztą, kurierem lub – rzadko – telegraficznie) informacja o tym, że czek został zrealizowany w innym banku docierała nierzadko po kilku dniach lub po tygodniu, a do tego czasu lokata stworzona z tych samych pieniędzy była oprocentowana w kilku bankach równocześnie. Sprawnie działający oscylator w ciągu niespełna dwóch lat uczynił z jego twórców bardzo majętnych ludzi.

## Historia użycia oscylatora
Założona w 1989 spółka Art-B z kapitałem zakładowym 100 000 PLZ (starych złotych) zajmowała się handlem praktycznie wszystkimi towarami i dobrami – od kawy i herbaty, przez sprzęt RTV, samochody aż po dzieła sztuki. Art-B w krótkim czasie przekształciła się w holding 200 spółek zatrudniających kilkanaście tysięcy osób i obracający bilionami ówczesnych złotych.
Generalny Inspektor Nadzoru Bankowego – Tomasz Świackiewicz – już w grudniu 1990 dostrzegł nieprawidłowości w obrocie kapitału holdingu Art-B, ale zgromadzone przez niego informacje zostały zbagatelizowane przez ówczesnego Prezesa NBP – Władysława Bakę, skutkiem czego dopiero po pół roku prokuratura wszczęła śledztwo w tej sprawie. Ówczesny szef Biura Bezpieczeństwa Narodowego – Maciej Zalewski – ostrzegł Bagsika i Gąsiorowskiego kilkanaście godzin przed szykującym się aresztowaniem (potwierdził to m.in. sam Bagsik, Zalewski został za to skazany prawomocnym wyrokiem sądu na karę dwóch i pół roku pozbawienia wolności). W nocy z 31 lipca na 1 sierpnia 1991 roku, dwie godziny przed zamknięciem dla nich granic kraju, obaj właściciele Art-B wyjechali do Izraela. Tam szybko uzyskali obywatelstwo, co uchroniło ich przed wysłanym za nimi międzynarodowym listem gończym, ponieważ Izrael z reguły odmawia ekstradycji własnych obywateli do innych krajów. Wykorzystanie oscylatora ekonomicznego przez Bagsika i Gąsiorowskiego oraz późniejsze kontrowersje wokół nich są nazywane aferą Art-B.
W roku 1994 Bagsik podczas pobytu w Szwajcarii, gdzie nie chroniła go jurysdykcja państwa Izrael, został zatrzymany i osadzony w areszcie. Po trwającej prawie dwa lata procedurze ekstradycyjnej w lutym 1996 wydano go Polsce. Tu zarzucono mu m.in. zagarnięcie ponad 400 mln zł metodą oscylatora (doliczono się 620 wielokrotnie oprocentowanych czeków), przekupstwo urzędników bankowych i działanie na szkodę spółki. Bagsik bronił się twierdzeniem, że oscylator wymyślony został przez niego i nie był zakazany prawem. W lutym 1998 rozpoczął się proces, a w październiku – po wpłaceniu 2 mln zł kaucji – oskarżonego wypuszczono na wolność. 20 października 2000 skazano go na 9 lat więzienia (zaliczając jednak w poczet kary pięcioletni pobyt w areszcie).
Obrońcy wnieśli apelację, ale bezskutecznie – 22 stycznia 2002 wyrok został potwierdzony, a w sierpniu B. Bagsik zgłosił się do więzienia. Do odsiedzenia pozostały mu wówczas niespełna 4 lata. W maju 2004 Bagsik opuścił więzienie; został przedterminowo zwolniony, a okres próby, któremu zgodnie z prawem podlegał, minął 24 lutego 2007.
Andrzej Gąsiorowski był poszukiwany międzynarodowym listem gończym, przebywał w Izraelu, który odmówił Polsce ekstradycji swojego obywatela. 14 listopada 2013: Sąd Rejonowy dla Warszawy-Mokotowa, Wydział XIV Karny, uchylił nakaz aresztowania dla Andrzeja Gąsiorowskiego, natomiast w lipcu 2015 Sąd Okręgowy w Kaliszu całkowicie umorzył jego sprawę z powodu przedawnienia.